# Yécora (Sonora)
Yécora è una municipalità dello stato di Sonora nel Messico settentrionale, il cui capoluogo è la località omonima.
Conta 6.012 abitanti (2010) e ha una estensione di 2.665,93 km².
Il nome della località in lingua pima significa luogo circondato dalle montagne.